# 埃萨纳托利亚
埃萨纳托利亚（義大利語：Esanatoglia），是意大利马切拉塔省的一个市镇。总面积47平方公里，人口2166人，人口密度46.1人/平方公里（2009年）。ISTAT代码为043016。